# Родопуло Олександр Костянтинович
Олекса́ндр Костянти́нович Родо́пуло (нар. 12 серпня 1903, Кобулеті) — радянський біохімік, доктор біологічних наук з 1960 року, професор з 1975 року.

## Біографія
Народився 12 серпня 1903 року в місті Кобулеті (тепер Грузія). 1930 року закінчив Грузинський сільськогосподарський інститут. Працював на науково-дослідний роботі. З 1961 року старший науковий співробітник Інституту біохімії імені О. М. Баха АН СРСР.

## Наукова діяльність
Проводив дослідження в галузі біохімії і мікробіології винограду, технології вина. Теоретичне і практичне значення мають його роботи з регулювання окислювальних процесів при технології приготування шампанського. Вперше науково обґрунтував і впровадив у виробництво знекиснення вина дріжджами. Вивчав проблеми біохімії та технології переробки винограду і вина, утворення речовин, що обумовлюють аромат вина. Праці:
- О биохимических процессах в виноделии. — Москва, 1962;
- Биохимия виноделия. — Москва, 1971;
- Биохимия шампанского производства. — 2-е изд. — Москва, 1975;
- Основы биохимии виноделия. — 2-е изд. — Москва, 1983.